# 中书省 (元朝)
中书省总领元朝政府百官，与枢密院、御史台分掌政、军、监察三权。由于同属中央政府的尚书省时置时废，门下省不复置，故中书省地位较前代尤为重要。中书令通常由皇太子担任。

## 执掌
中书省统领六部，主持全国政务，形成明清内阁制的先驱。其组织架构继承南宋体制，宰相的称呼共有中书令、司统率百官与总理政务等，常以皇太子兼任。下分左右丞相，中书令缺则总领中书事务。平章政事又居次，凡军国重事，无不参决。副相方面有左右丞、参政等。六部共有吏部、户部、礼部、兵部、刑部与工部，内有尚书、侍郎。尚书省主要负责财政事务，不过时置时废。

## 辖区

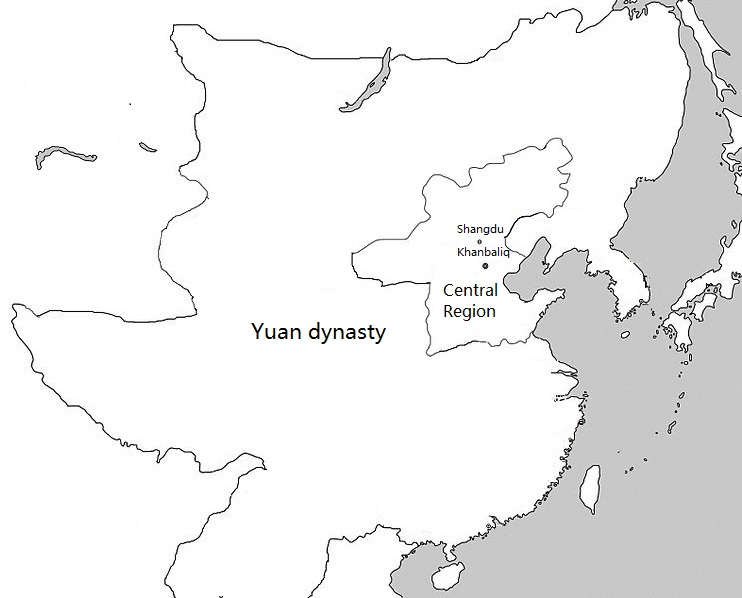
元代中書省直轄地區，称「腹裏」。其它地方則實行行中書省制

中书省除为决策机构外，还负责直接管辖首都大都附近的地区，俗称“腹裏”。在腹裏地区以外，在全国各地设置有行中书省，简称行省，初为中书省派出机构，掌管所辖地区内的军政事务，“行中书省”概念其后发展成为省级地方政府。
腹裏由中书省直接管理，其余地方设行中书省管理。腹裏相当于今河北省、山西省、山东省和河南省黄河以北以及内蒙古自治區中西部的一部分。包括路二十九，州八，属府三，属州九十一，属县三百四十六。

### 今北京市、天津市及其以南的河北省
- 大都路（治今北京市）
- 永平路（治今河北省卢龙县）
- 保定路（治今河北省保定市）
- 河间路（治今河北省河间市）
- 真定路（治今河北省正定县）
- 顺德路（治今河北省邢台市）
- 广平路（治今河北省邯郸市永年区）
- 大名路（治今河北省大名县）

### 北京以北
- 上都路（治今内蒙古自治区锡林郭勒盟正蓝旗上都镇）
- 兴和路（治今河北省张北县）
- 德宁路（治今内蒙古自治区达尔罕茂明安联合旗北鄂伦苏木古城）
- 净州路（治今内蒙古自治区四子王旗西北城卜子村）
- 集宁路（治今内蒙古自治区乌兰察布市集宁区东南土城子）
- 应昌路（治今内蒙古自治区克什克腾旗达尔罕苏木）
- 全宁路（治今内蒙古自治区翁牛特旗）
- 砂井总管府

### 河南省北部
- 彰德路（治今河南省安阳市）
- 怀庆路（治今河南省沁阳市）
- 卫辉路（治今河南省卫辉市）

### 山东省西部
- 东平路（治今山东省东平县）
- 东昌路（治今山东省聊城市）
- 济宁路（治今山东省济宁市）
- 曹州（治今山东省菏泽市）
- 濮州（治今河南省濮阳市）
- 高唐州（治今山东省高唐县）
- 泰安州（治今山东省泰安市）
- 德州（治今山东省陵县）
- 恩州（治今山东省武城县东北旧城）
- 冠州（治今山东省冠县）

### 山东东西道
- 益都路（治今山东省青州市）
- 济南路（治今山东省济南市）
- 般阳府路（治今山东省淄博市淄川区）
- 宁海州（治今山东省烟台市牟平）

### 河东山西道
- 大同路（治今山西省大同市）
- 冀宁路（治今山西省太原市）
- 平阳路（治今山西省临汾市）